# The Pumpkin Eater
Siempre estoy sola (The Pumpkin Eater) es una película basada en la novela homónima de Penelope Mortimer. Fue candidata a un Oscar a la mejor actriz por Anne Bancroft .

## Argumento
Jo es una mujer que se ha casado varias veces. Parece que con Jake, su último marido, ha encontrado por fin la estabilidad que necesitaba; pero cuando descubre que Jake le es infiel y, además, está embarazada, todo se vendrá abajo.
- Datos: Q2257188